# Distretto cartario di Lucca

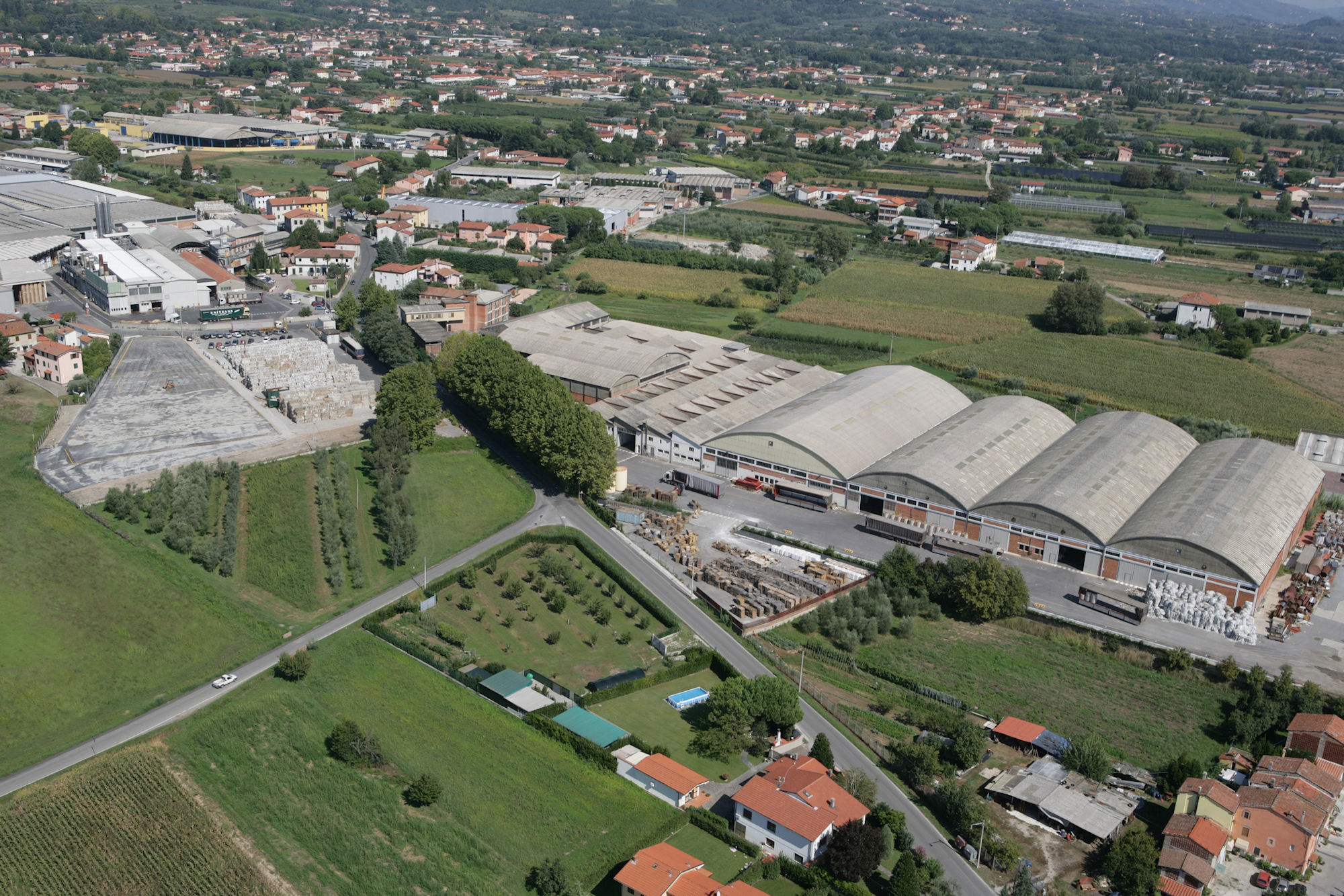
Stabilimento cartario nel comune di Capannori

Il distretto cartario di Lucca è un distretto industriale sito nei pressi dell'omonima città, in Toscana. Si espande su una vasta superficie che include i territori di Piana di Lucca, Mediavalle, Garfagnana e Valdinievole.

## Produzione e statistiche
Il distretto lucchese produce circa l'80% di tutta la carta tissue italiana, mentre registra un valore prossimo al 40% per quanto riguardala produzione nazionale di cartone ondulato. Al contrario è poco diffusa la realizzazione di carta da stampa. Sono oltre 300 le imprese che contribuiscono al distretto, di cui il 70% si occupa di operazioni cartotecniche (trasformazione), mentre il restante 30% sono quelle propriamente impegnate nel processo produttivo. L'export annuo totale ammonta a circa 700 milioni di euro e si dirige in particolare verso Germania, Francia, Grecia, Spagna, Paesi Bassi ed Europa Orientale.
Il comprensorio si avvale anche di una fitta rete di compagnie specializzate nella robotica e nella meccanica, che progettano e realizzano macchinari sempre più avanzati da mettere al servizio dell'industria cartaria. 
I dipendenti che lavorano nel settore della carta lucchese sono oltre 6500, tuttavia se si considera l'intero comparto la cifra ammonta a più di 10 000 lavoratori. 
Oltretutto è uno dei distretti italiani che meglio ha saputo resistere alle crisi economiche ed è stato capace di attirare investimenti dall'estero.

## Storia
La fabbricazione della carta a Lucca ha origini antiche ed è strettamente correlata alla ricchezza di acqua disponibile nel territorio, l'acqua infatti risulta fondamentale nel processo realizzativo di questo prodotto. Nel medioevo a Lucca comparvero i primi cartai, che nelle loro botteghe producevano carta e libri. Nel XVII secolo c'erano già otto cartiere nel Ducato di Lucca, la principale di queste era situata a Vorno. Duecento anni più tardi in Lucchesia si ebbe l'invenzione della carta paglia e ciò portò ad un rapido incremento della manodopera. Negli anni settanta del secolo scorso, la carta paglia ormai considerata inquinante ed obsoleta venne sostituita da prodotti più moderni.